# 邹振亚
邹振亚（1931年2月—），又名李谦益，别署韦绝簃、补读书屋主人，男，山东烟台人，中国书法家、篆刻家，曾任中国书法家协会常务理事。